# Гітцакер
Гітцакер (нім. Hitzacker) — місто в Німеччині, розташоване в землі Нижня Саксонія. Входить до складу району Люхов-Данненберг. Складова частина об'єднання громад Ельбталауе.
Площа — 58,44 км2. Населення становить 5020 ос. (станом на 31 грудня 2021).